# Condado de Oborniki
Condado de Oborniki (polaco: powiat obornicki) é um powiat (condado) da Polónia, na voivodia de Grande Polónia. A sede do condado é a cidade de Oborniki. Estende-se por uma área de 712,65 km², com 55 793 habitantes, segundo os censos de 2005, com uma densidade 78,29 hab/km².

## Divisões admistrativas
O condado possui:
Comunas urbana-rurais: Oborniki, Rogoźno
Comunas rurais: Ryczywół
Cidades: Oborniki, Rogoźno

## Demografia
População (dados de 30 de Junho de 2005):
|          | Total   | Total | Mulheres | Mulheres | Homens  | Homens |
| -------- | ------- | ----- | -------- | -------- | ------- | ------ |
|          | pessoas | %     | pessoas  | %        | pessoas | %      |
| Total    | 55 793  | 100   | 28 268   | 50,7     | 27 525  | 49,3   |
| Cidades  | 28 747  | 100   | 14 832   | 51,6     | 13 915  | 48,4   |
| Povoados | 27 046  | 100   | 13 436   | 49,7     | 13 610  | 50,3   |